# Euphrosynoplax campechiensis
Euphrosynoplax campechiensis is een krabbensoort uit de familie van de Pseudorhombilidae. De wetenschappelijke naam van de soort is voor het eerst geldig gepubliceerd in 1991 door Vázquez-Bader & Gracia.